# 盧庫諾爾環礁

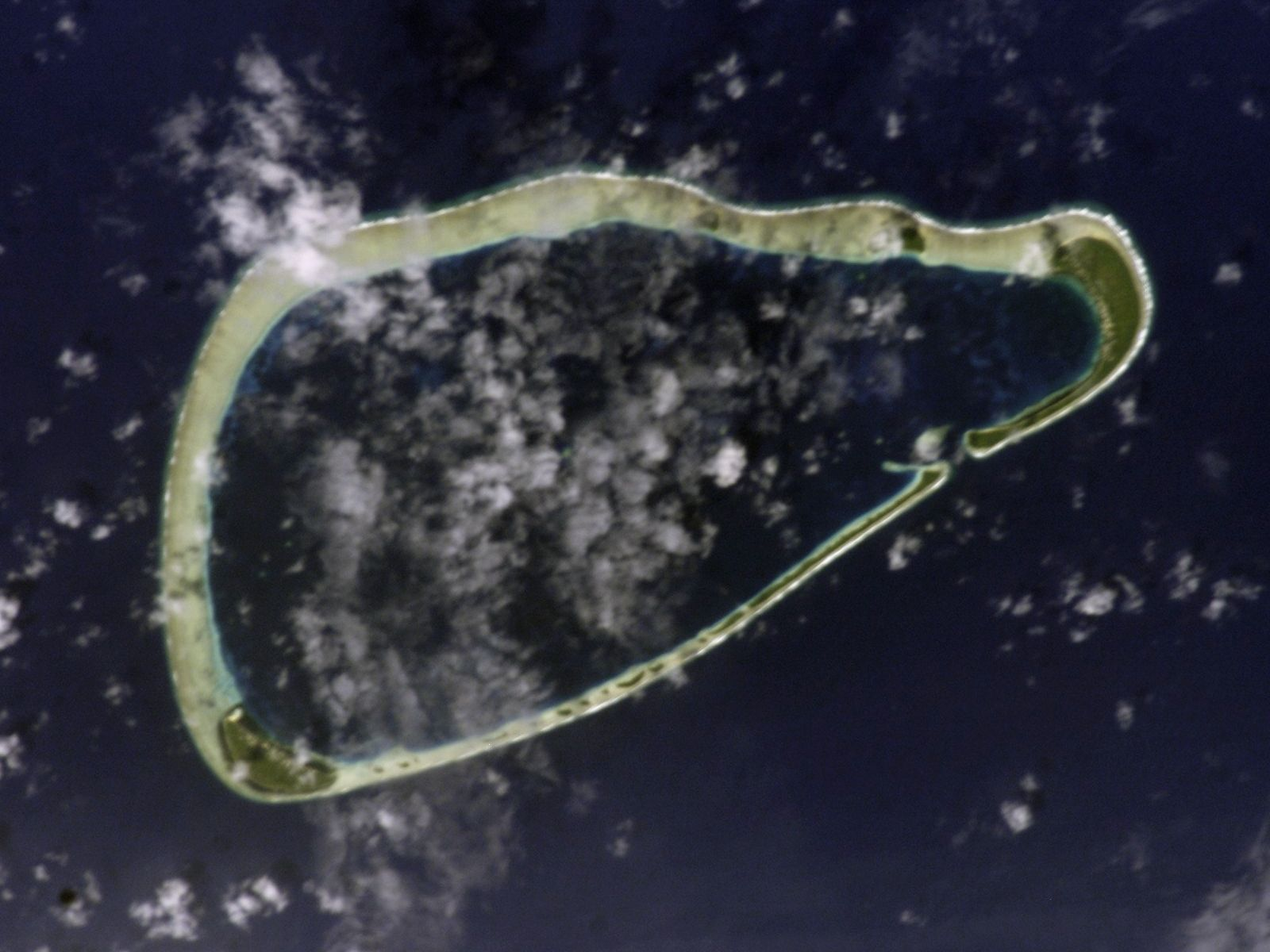

盧庫諾爾環礁是西太平洋島國密克羅尼西亞聯邦的環礁，屬於加羅林群島的一部分，位於楚克東南約264公里，長13.5公里、寬8公里，2008年人口1,104。
5°30′09″N 153°49′01″E / 5.5024°N 153.817°E